# Macerio flavus
Espèce
Synonymes
- Clubiona flava Nicolet, 1849
- Clubiona flavipes Nicolet, 1849

Macerio flavus est une espèce d'araignées aranéomorphes de la famille des Cheiracanthiidae.

## Distribution
Cette espèce se rencontre au Chili de la région de Coquimbo à la région des Lacs et en Argentine dans la province de Chubut,.

## Description
Le mâle décrit par Ramírez, Bonaldo et Brescovit en 1997 mesure 8,1 mm et la femelle 9,4 mm, les mâles mesurent de 7,3 à 10,8 mm et les femelles de 8,5 à 10,9 mm.

## Publication originale
- Nicolet, 1849 : Aracnidos. Historia física y política de Chile. Zoología, vol. 3, p. 319-543.